# Парето
 Тази статия е за селото в Италия.  За италианския икономист вижте Вилфредо Парето.  
Парѐто (на италиански: Pareto, на местен диалект Paréj, Парей) е село и община в северозападна Италия, провинция Алесандрия, регион Пиемонт. Разположено е на 475 m надморска височина. Населението на общината е 634 души (към 2011 г.).